# Łagów (gemeente in powiat Świebodziński)
De gemeente Łagów is een landgemeente in het Poolse woiwodschap Lubusz, in powiat Świebodziński.
De zetel van de gemeente is in Łagów.
Op 30 juni 2004 telde de gemeente 5125 inwoners.

## Oppervlakte gegevens
In 2002 bedroeg de totale oppervlakte van gemeente Łagów 199,19 km², waarvan:
- agrarisch gebied: 32%
- bossen: 59%

De gemeente beslaat 21,25% van de totale oppervlakte van de powiat.

## Demografie
Stand op 30 juni 2004:
| Omschrijving                   | Totaal | Totaal | Vrouwen | Vrouwen | Mannen | Mannen |
| ------------------------------ | ------ | ------ | ------- | ------- | ------ | ------ |
| eenheid                        | aantal | %      | aantal  | %       | aantal | %      |
| inwoners                       | 5125   | 100    | 2537    | 49,5    | 2588   | 50,5   |
| bevolkingsdichtheid (inw./km²) | 25,7   | 25,7   | 12,7    | 12,7    | 13     | 13     |

In 2002 bedroeg het gemiddelde inkomen per inwoner 1544,39 zł.

## Aangrenzende gemeenten
Bytnica, Lubrza, Skąpe, Sulęcin, Torzym